# Гнєвишев Валерій Львович
Гнє́вишев Вале́рій Льво́вич (22 жовтня 1959 , Владивосток, Приморський край, СРСР, Російська СФРР ) — український архітектор.

## Біографія
Народився 22 жовтня 1959 року у Владивостоці (нині — Росія). У 1980–1986 роках навчався в Київському інженерно-будівельному інституті на архітектурному факультеті.
З 1986 року — архітектор, начальник групи, начальник відділу, головний архітектор проєкту Державного підприємства «Проектний інститут „Укрметротонельпроект“» (до березня 1991 року — Проектний інститут «Київметропроект» — Київська філія Проектно-вишукувального інституту «Метрогіпротранс»; до 1994 року — Державний проектно-вишукувальний інститут «Київметропроект»).

## Творчий доробок
Архітектор — автор проєктів станцій Київського метрополітену (у складі авторських колективів):
- «Печерська» (1997, автор станції; вестибюль касового залу та проміжний вестибюль ескалаторних тунелів спільно з архітекторами Миколою Альошкіним, Тамарою Целіковською).
- «Позняки» (1994, спільно з архітекторами Тамарою Целіковською, Олександром Панченком, Інессою Веремовською.
- «Харківська» (1994, спільно з архітектором Тамарою Целіковською.
- «Лук'янівська» (1996, спільно з архітекторами Тамарою Целіковською, Миколою Альошкіним).
- «Дорогожичі» (2000, спільно з архітекторами Миколою Альошкіним, Тамарою Целіковською).
- «Житомирська» (2003, спільно з архітекторами Тамарою Целіковською, Миколою Альошкіним, Олександром Панченком).
- «Академмістечко» (2003, спільно з архітекторами Тамарою Целіковською, Миколою Альошкіним, Анатолієм Крушинським).
- «Сирець» (2004, спільно з архітекторами Тамарою Целіковською, Олексієм Нашивочніковим, Катериною Бадяєвою, Юрієм Кравченком).
- «Бориспільська» (2005, спільно з архітекторами Тамарою Целіковською, Андрієм Юхновським, Олексієм Нашивочніковим).
- «Вирлиця» (2006, спільно з архітекторами Тамарою Целіковською, Олексієм Нашивочніковим, Андрієм Юхновським).
- «Червоний хутір» (2007, спільно з архітекторами Тамарою Целіковською, Юрієм Кравченком, Катериною Бадяєвою, Андрієм Юхновським).
- «Деміївська» (2010, спільно з архітекторами Тамарою Целіковською, Олексієм Нашивочніковим, Євгеном Плащенком, Олександром Панченком).
- «Голосіївська» (2010, спільно з архітекторами Тамарою Целіковською, Андрієм Юхновським, Олексієм Нашивочніковим, Євгеном Плащенком).
- «Васильківська» (2010, спільно з архітекторами Тамарою Целіковською, Євгеном Плащенком, Олексієм Нашивочніковим, Юрієм Кравченком).
- «Виставковий центр» (2011, спільно з архітекторами Тамарою Целіковською, Олексієм Нашивочніковим, Андрієм Юхновським, Євгеном Плащенком, Юрієм Кравченком, Олександром Панченком).
- «Іподром» (2012, спільно з архітекторами Тамарою Целіковською, Євгеном Плащенком, Андрієм Юхновським, Ганною Карасюк, Олександром Панченком).
- «Теремки» (2013, спільно з архітекторами Тамарою Целіковською, Олексієм Нашивочніковим, Євгеном Плащенком, Олександром Панченком).

Архітектор — автор проєктів станцій Сирецько-Печерської лінії Київського метрополітену (у складі авторських колективів): «Львівська брама», «Герцена», «Теличка» (1990-ті — 2010-ті роки; спільно з архітекторами Миколою Альошкіним, Тамарою Целіковською).
Архітектор — автор проєктів станцій Подільсько-Вигурівської лінії Київського метрополітену (у складі авторських колективів): «Глибочицька», «Подільська», «Суднобудівна», «Труханів острів», «Затока Десенка», «Райдужна» (2000-ні — 2010-ті роки; спільно з архітекторами Тамарою Целіковською, Євгеном Плащенком, Олексієм Нашивочніковим, Андрієм Юхновським, Олександром Панченком, Федором Зарембою).

## Зображення

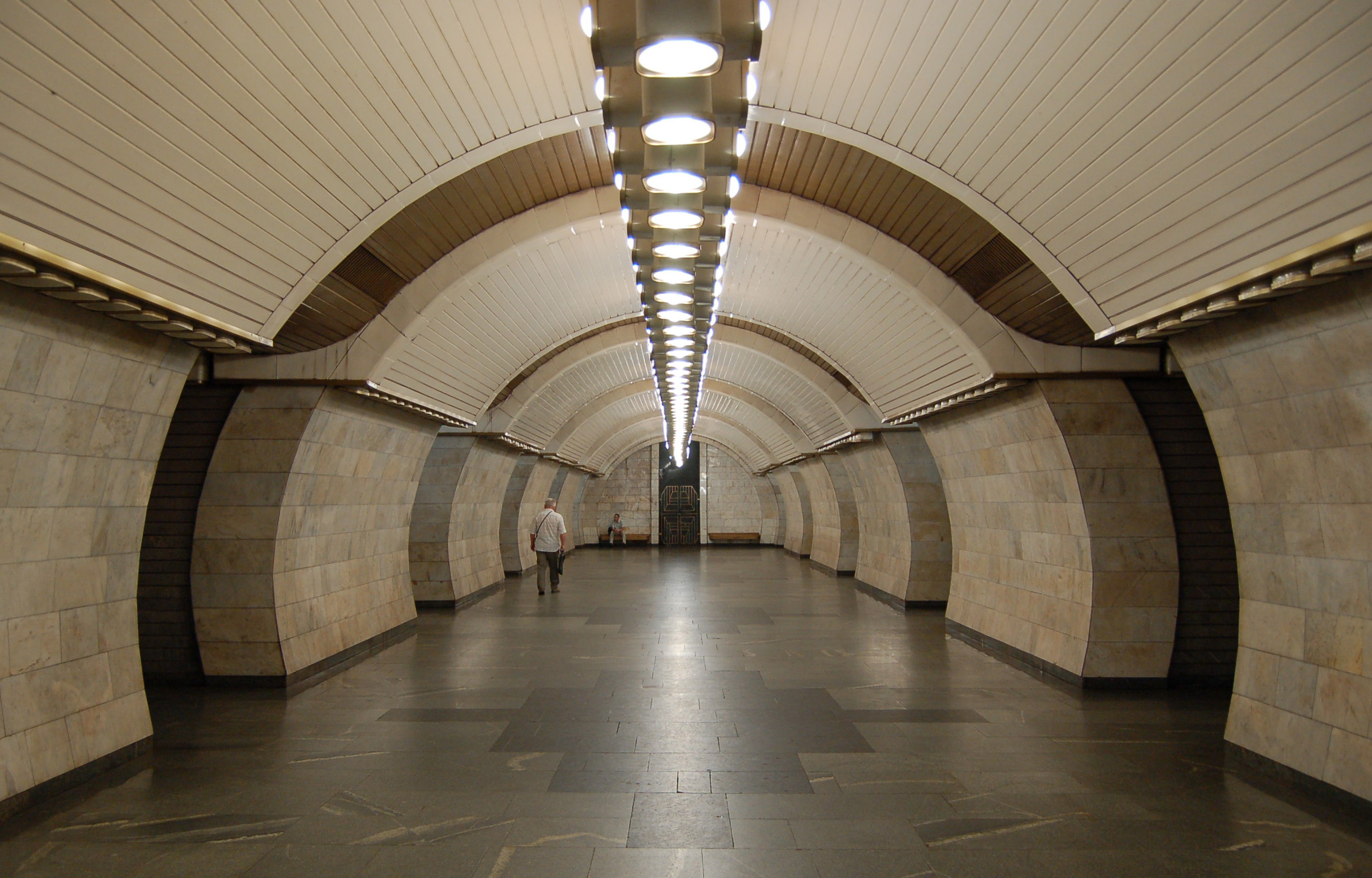
Станція метро «Печерська»
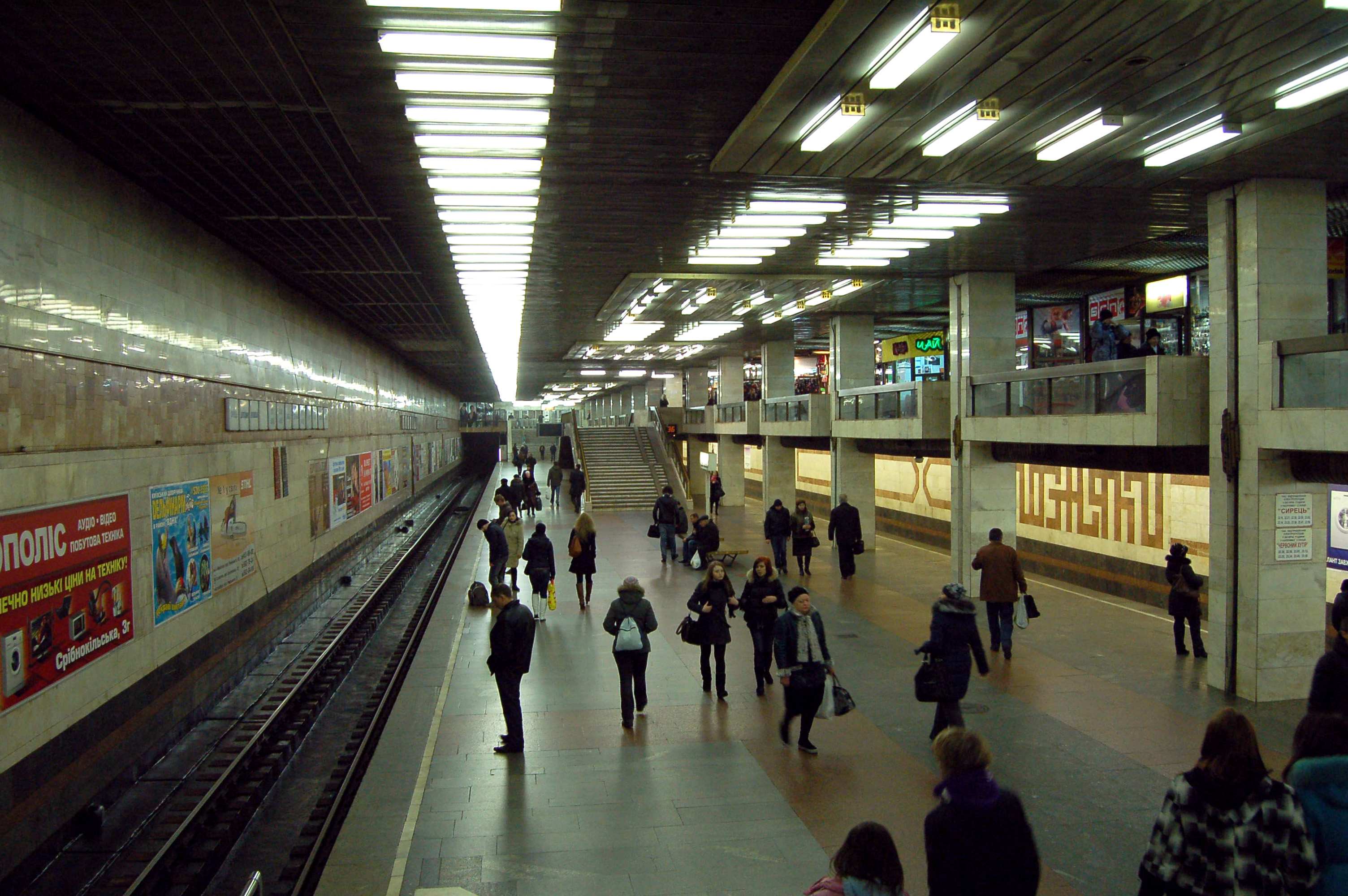
Станція метро «Позняки»
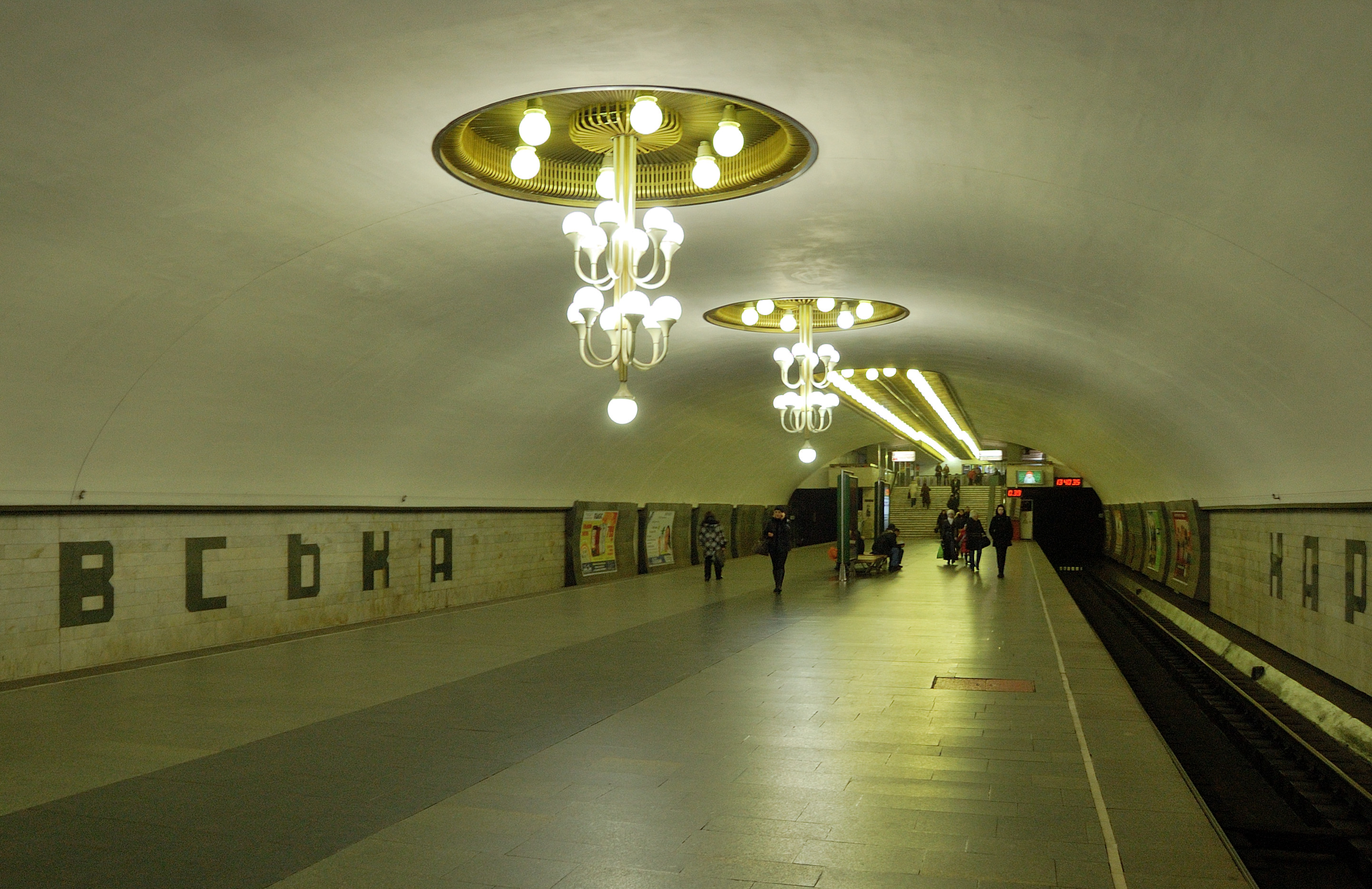
Станція метро «Харківська»
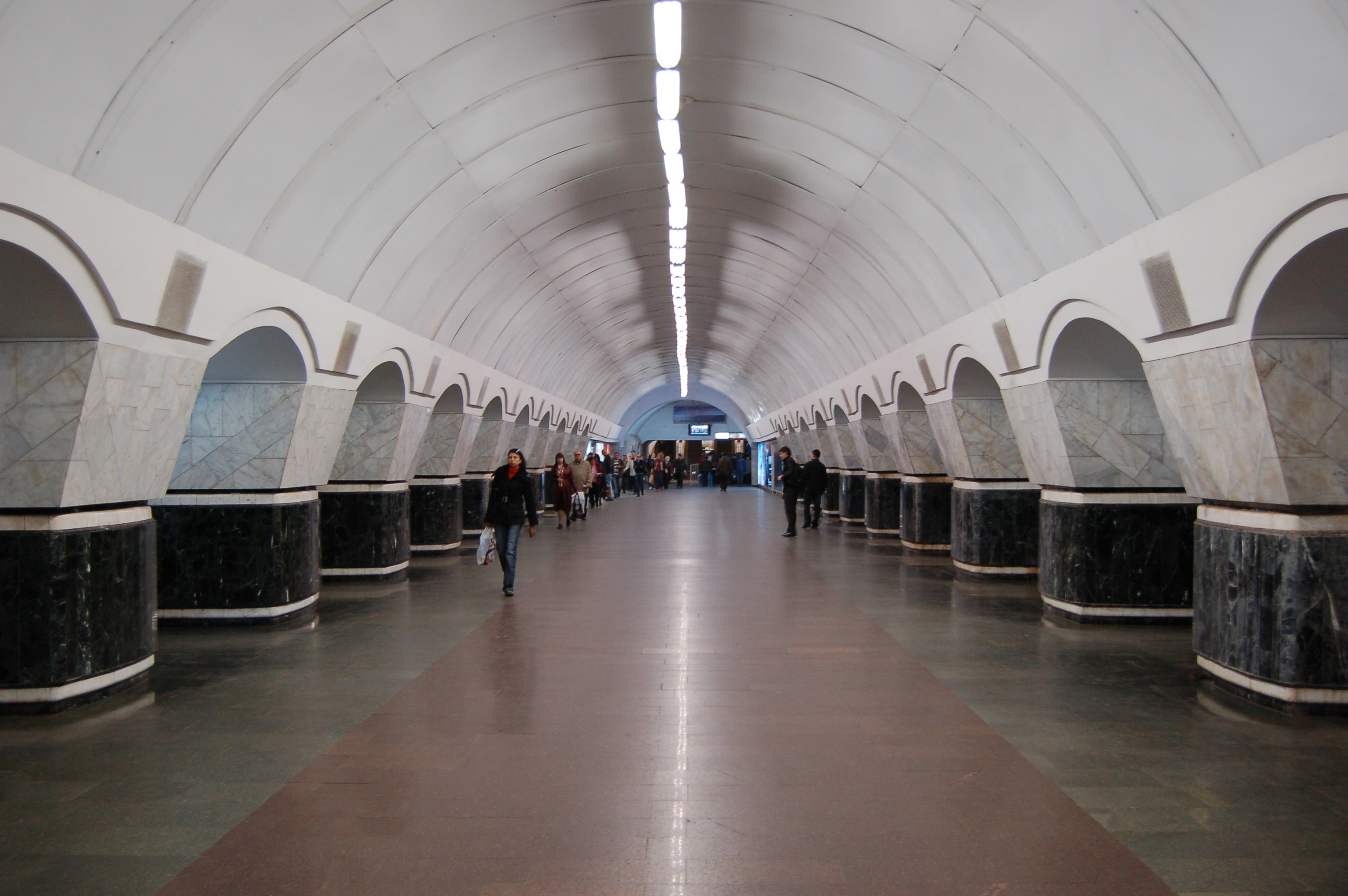
Станція метро «Лук'янівська»
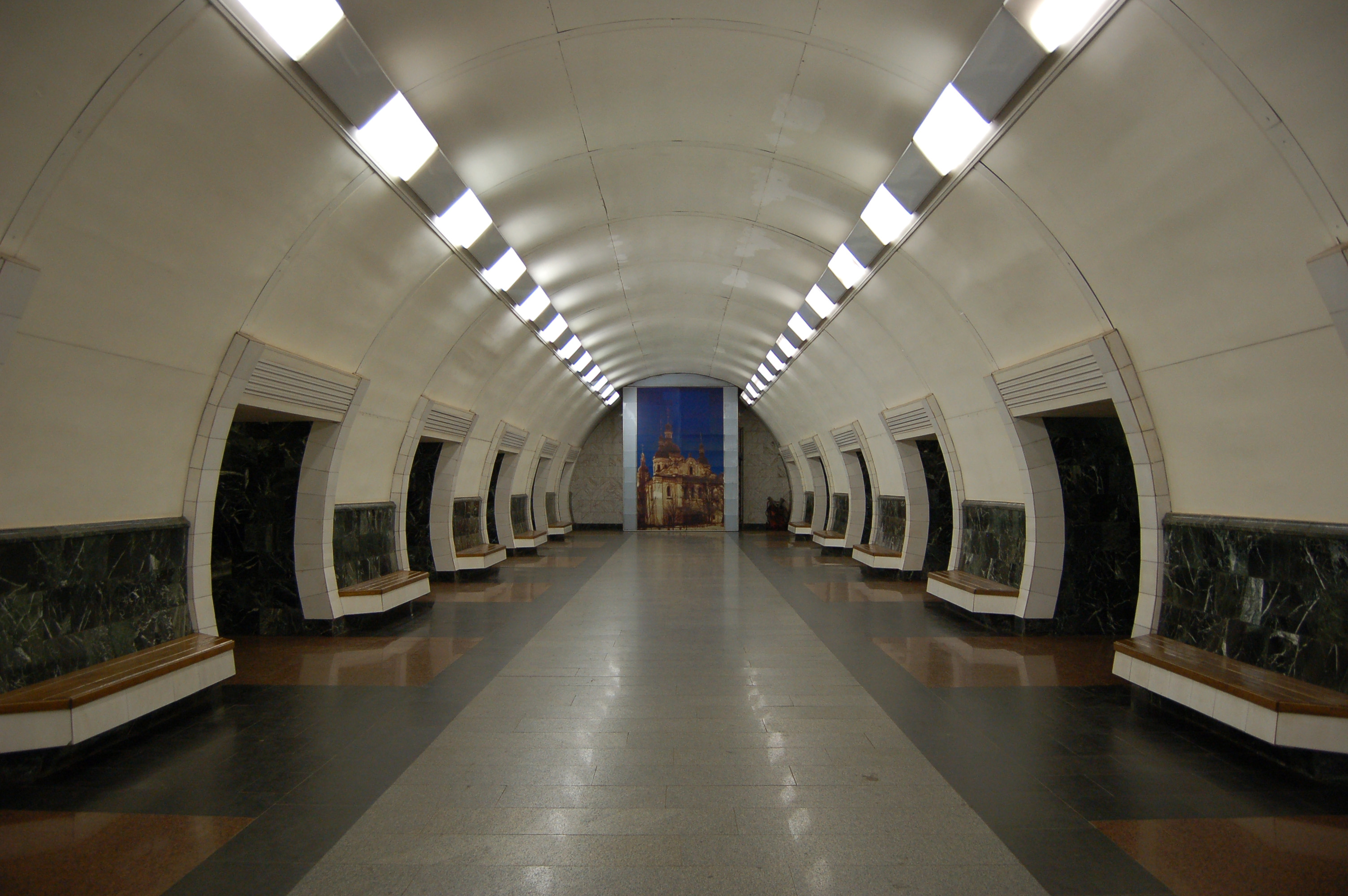
Станція метро «Дорогожичі»
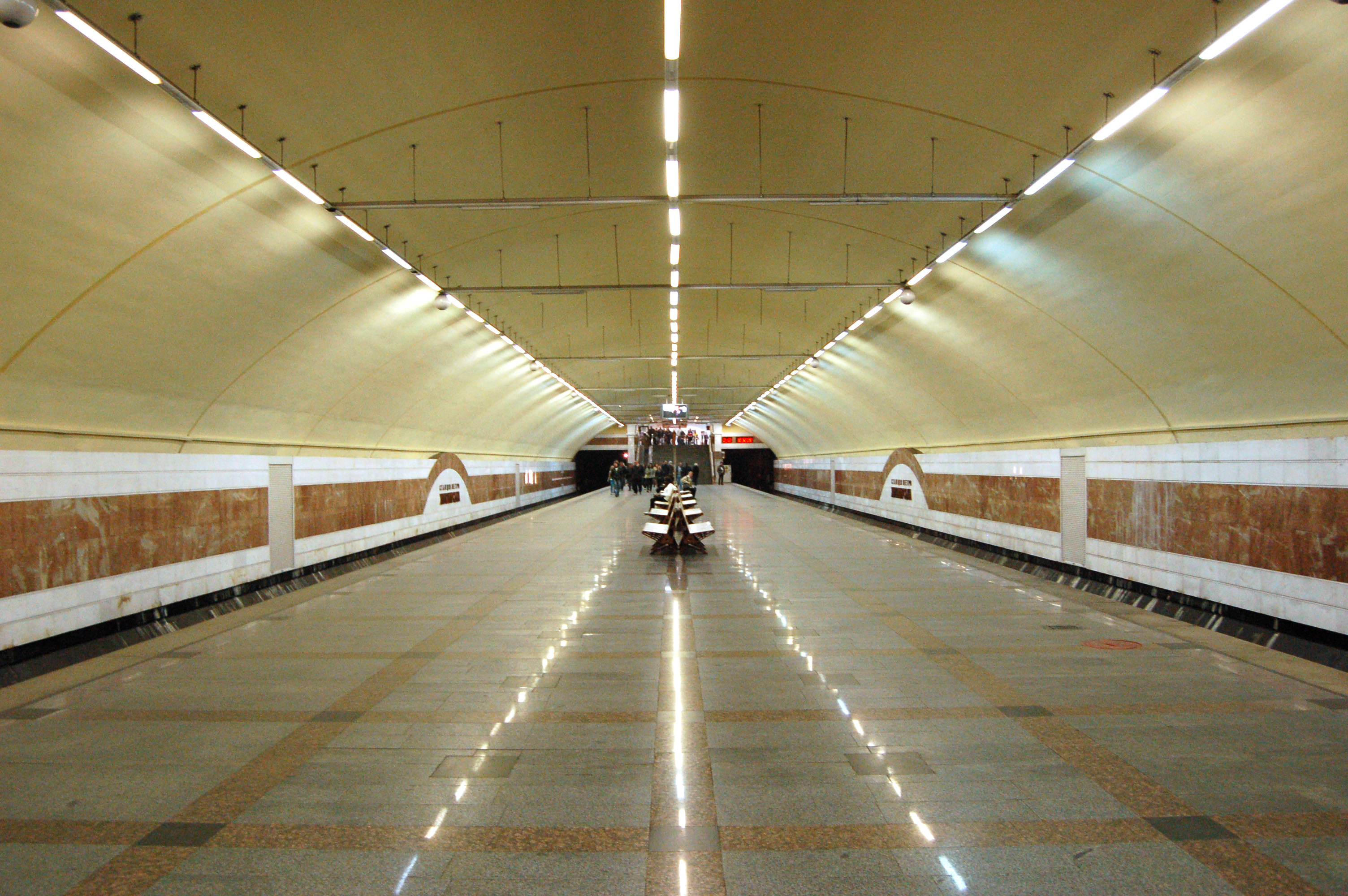
Станція метро «Житомирська»
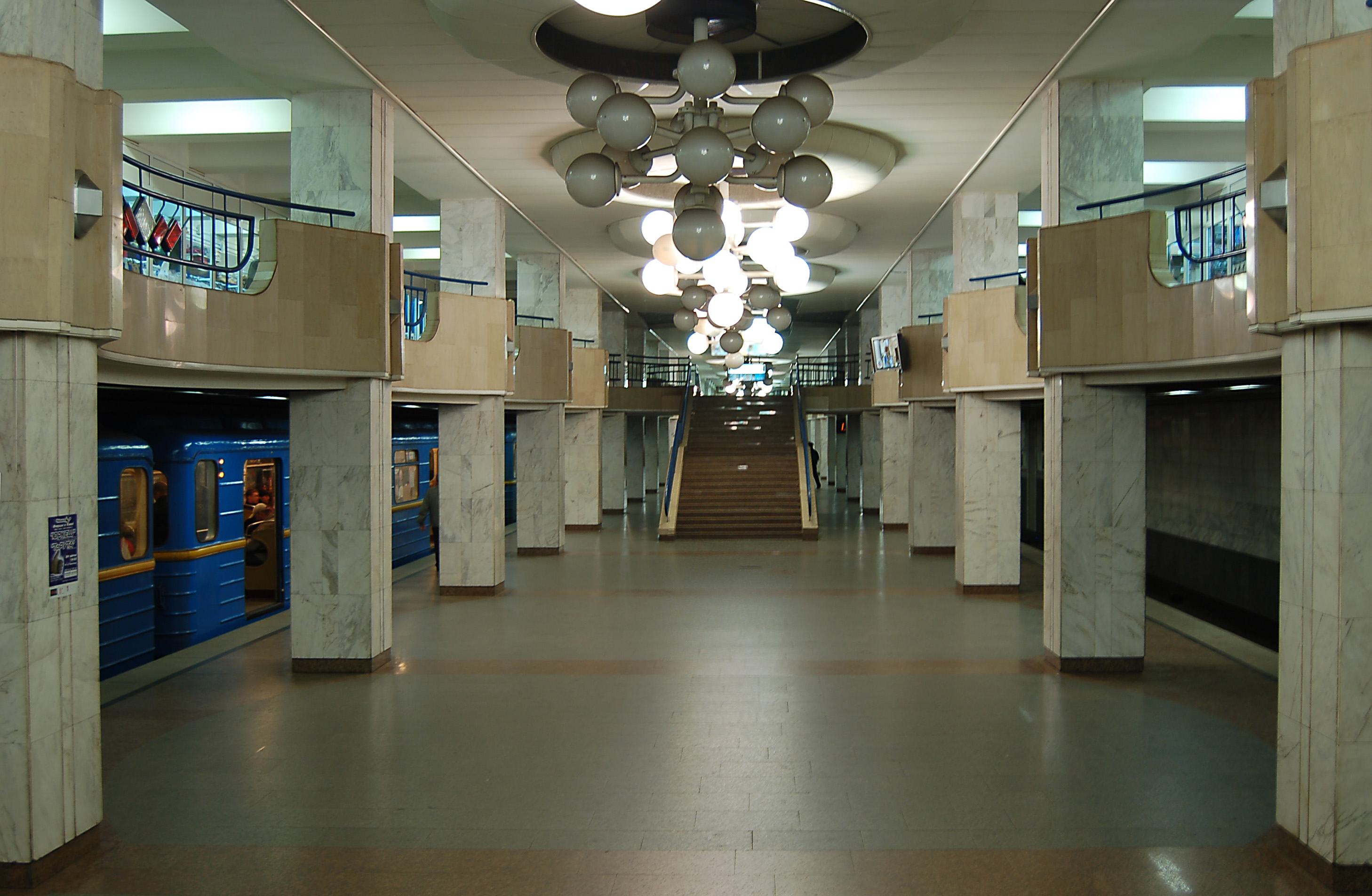
Станція метро «Академмістечко»
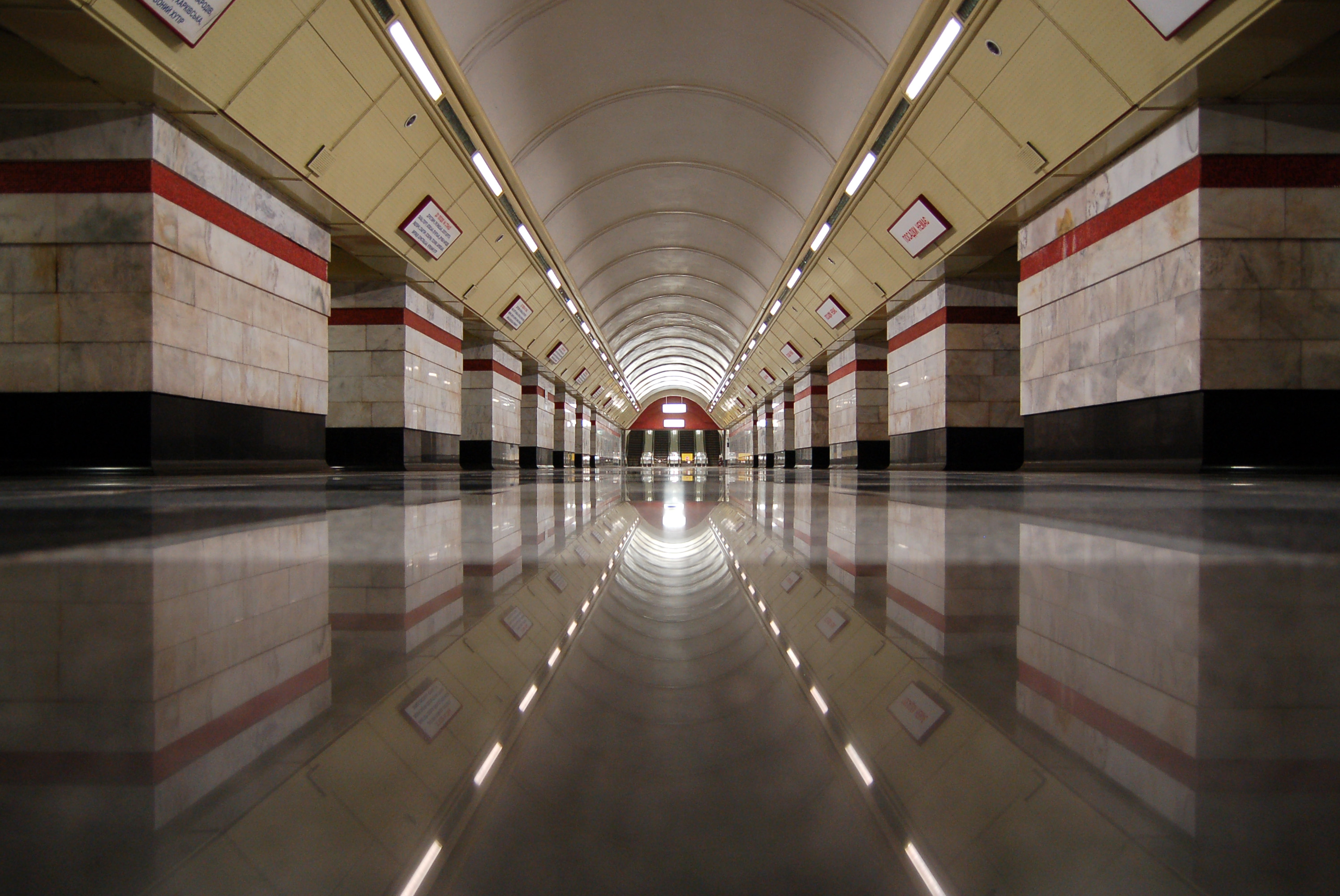
Станція метро «Сирець»
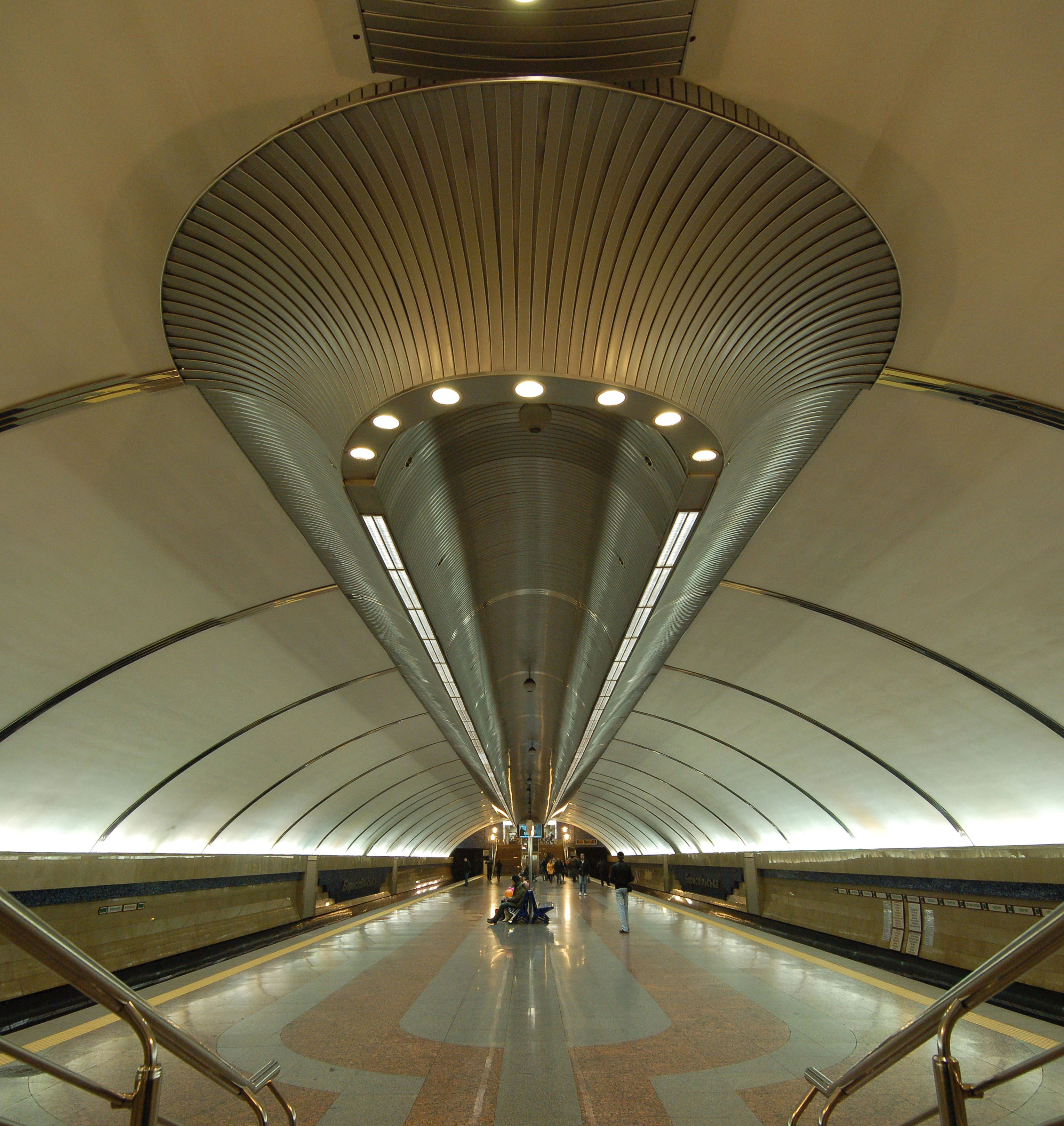
Станція метро «Бориспільська»
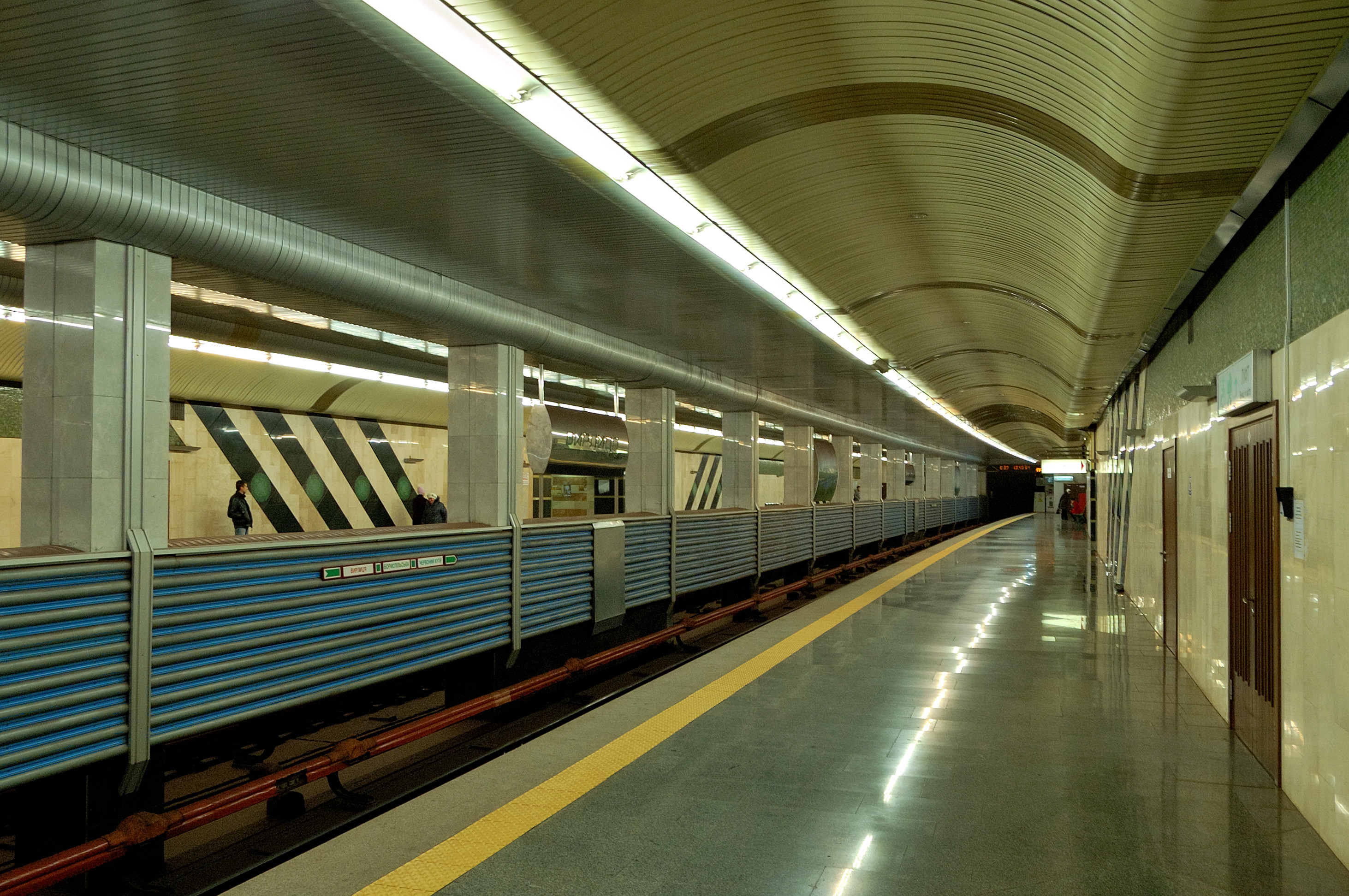
Станція метро «Вирлиця»
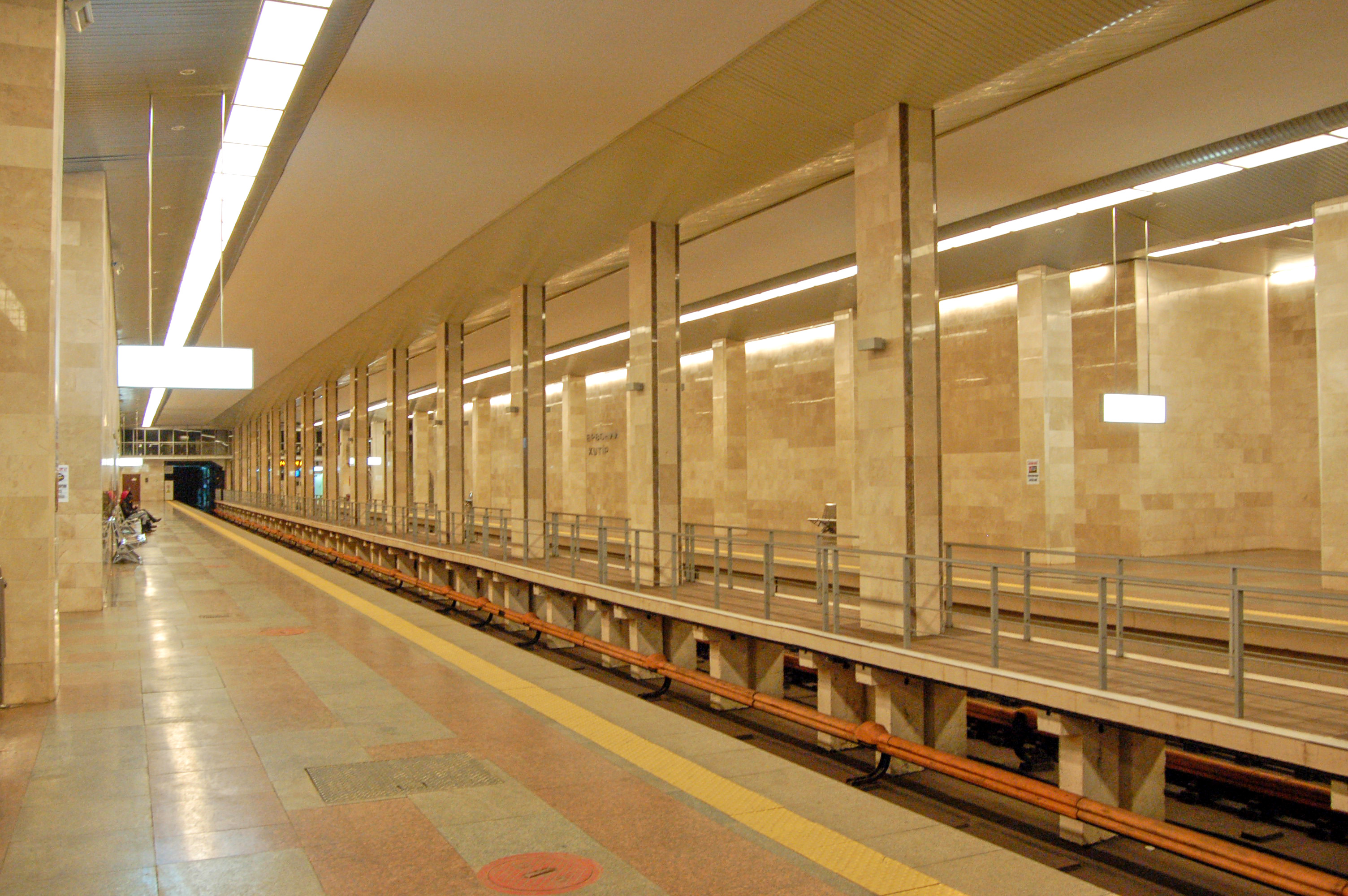
Станція метро «Червоний хутір»
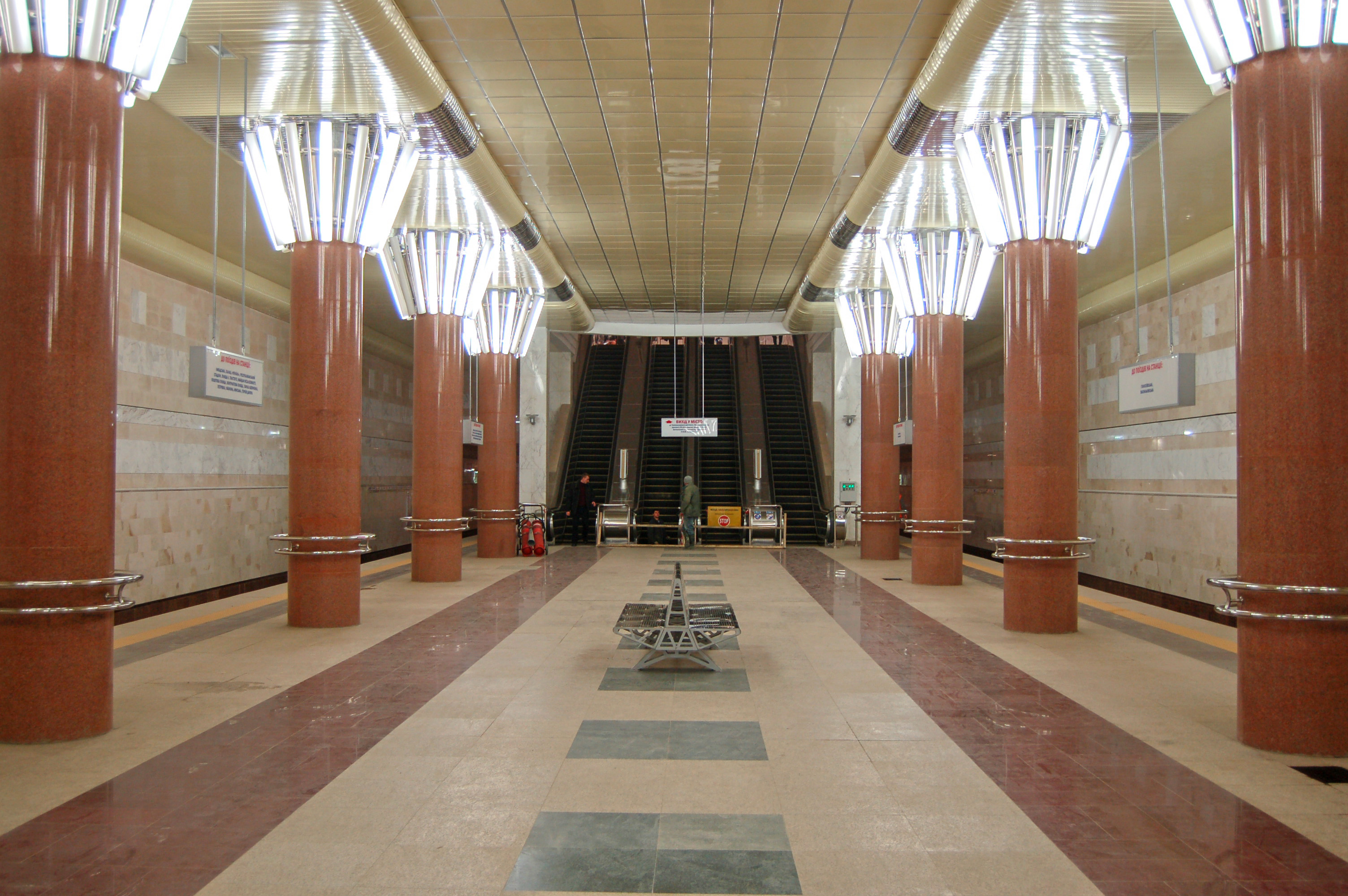
Станція метро «Деміївська»
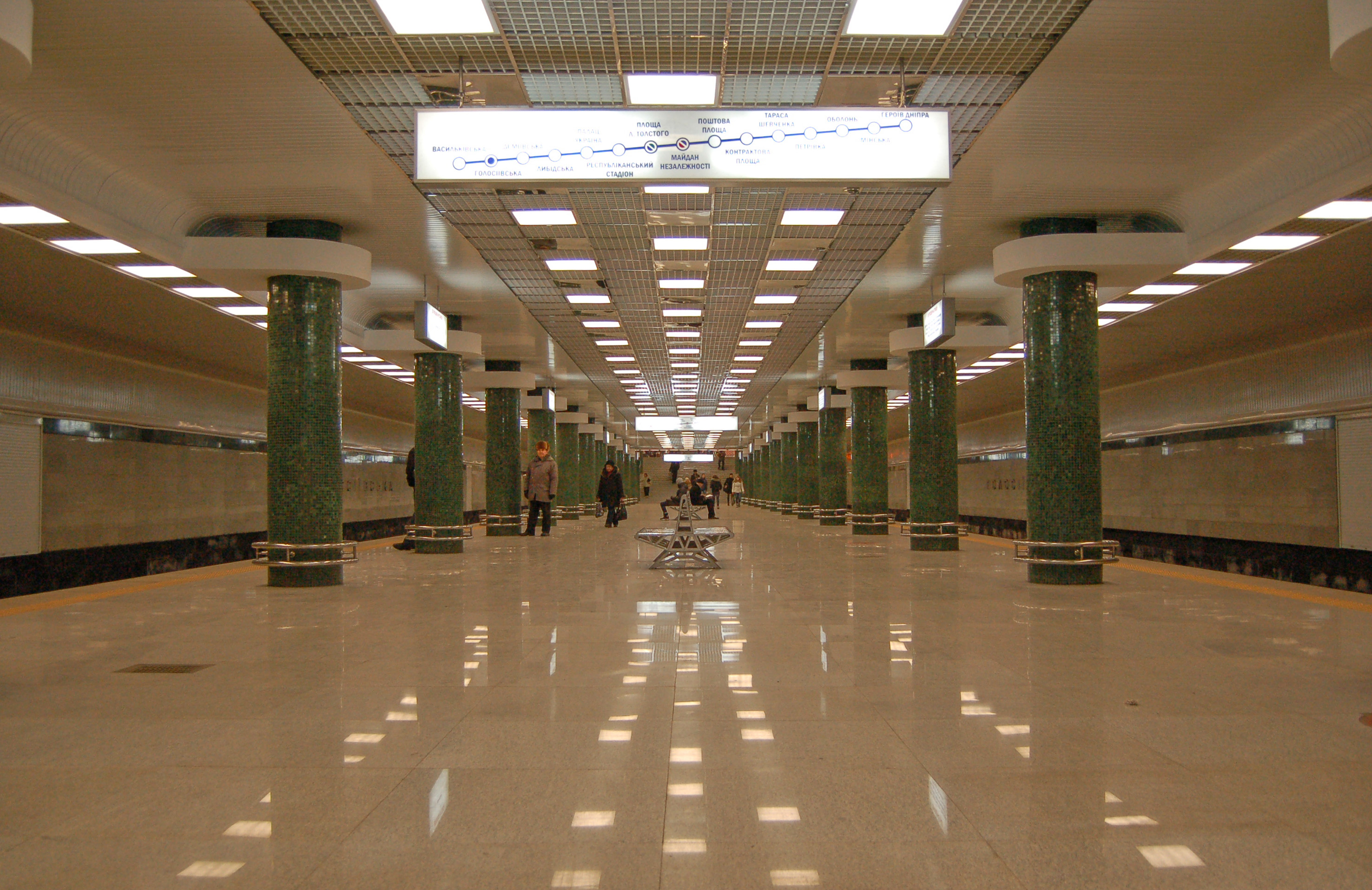
Станція метро «Голосіївська»
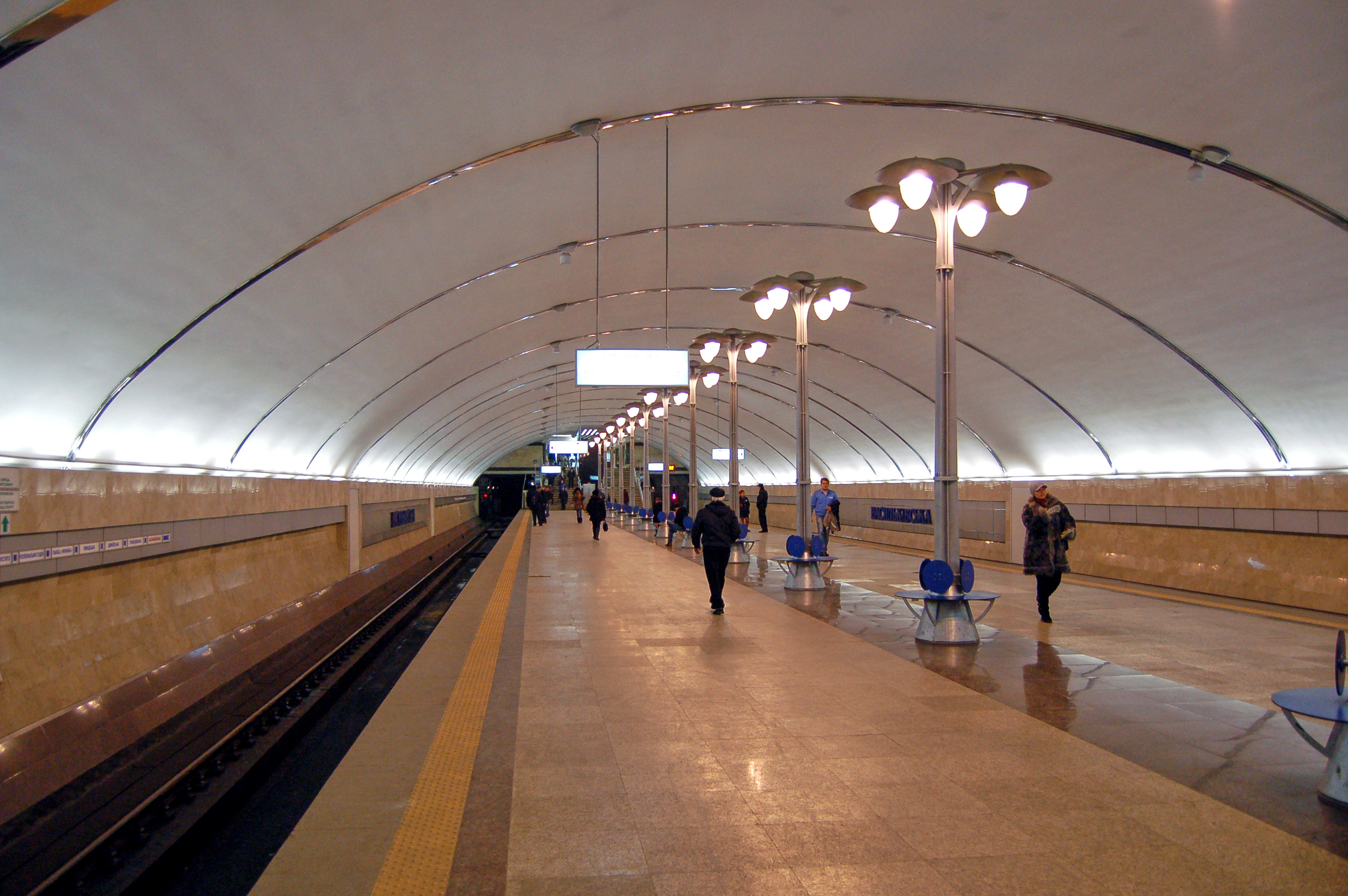
Станція метро «Васильківська»
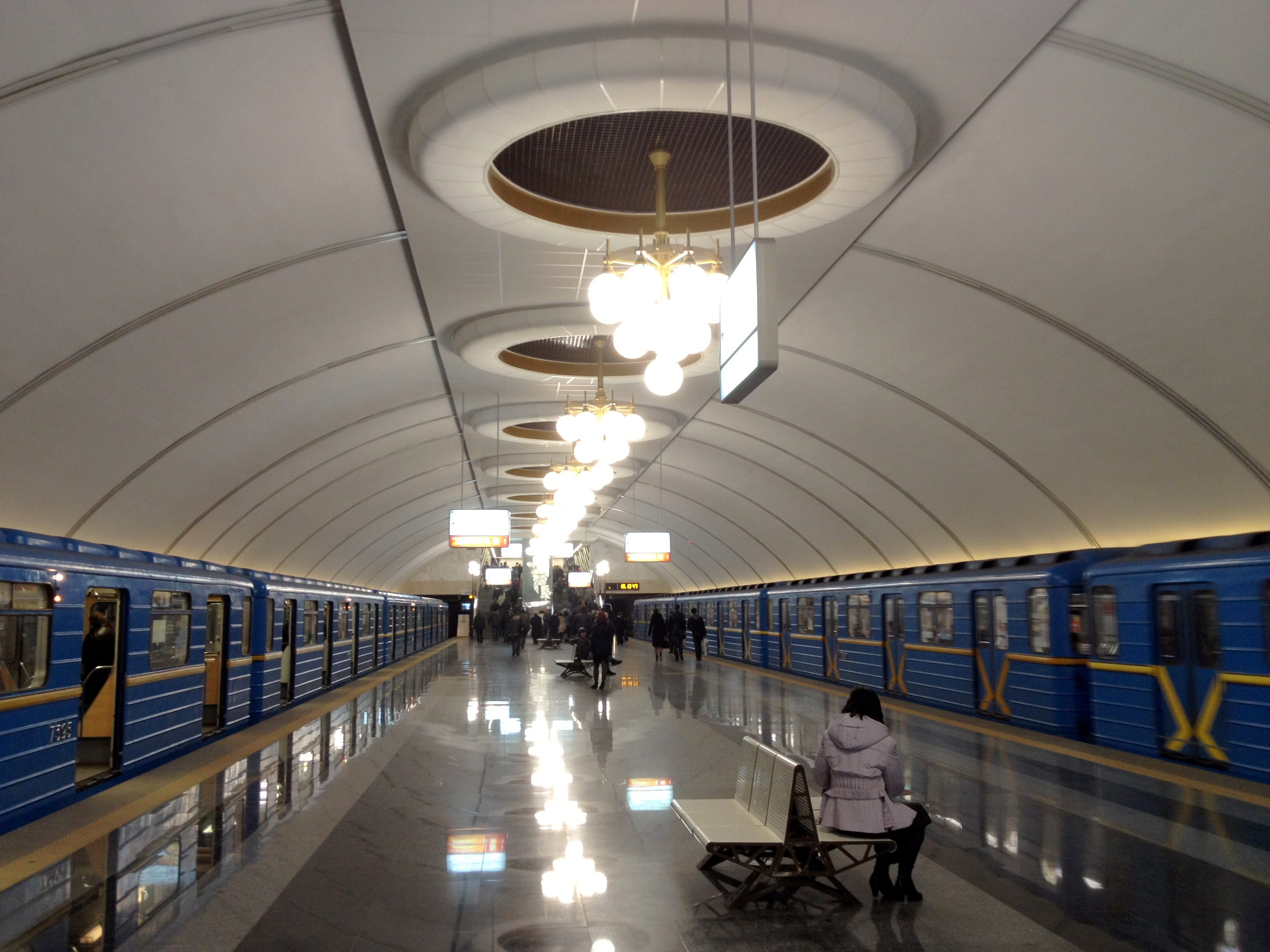
Станція метро «Виставковий центр»
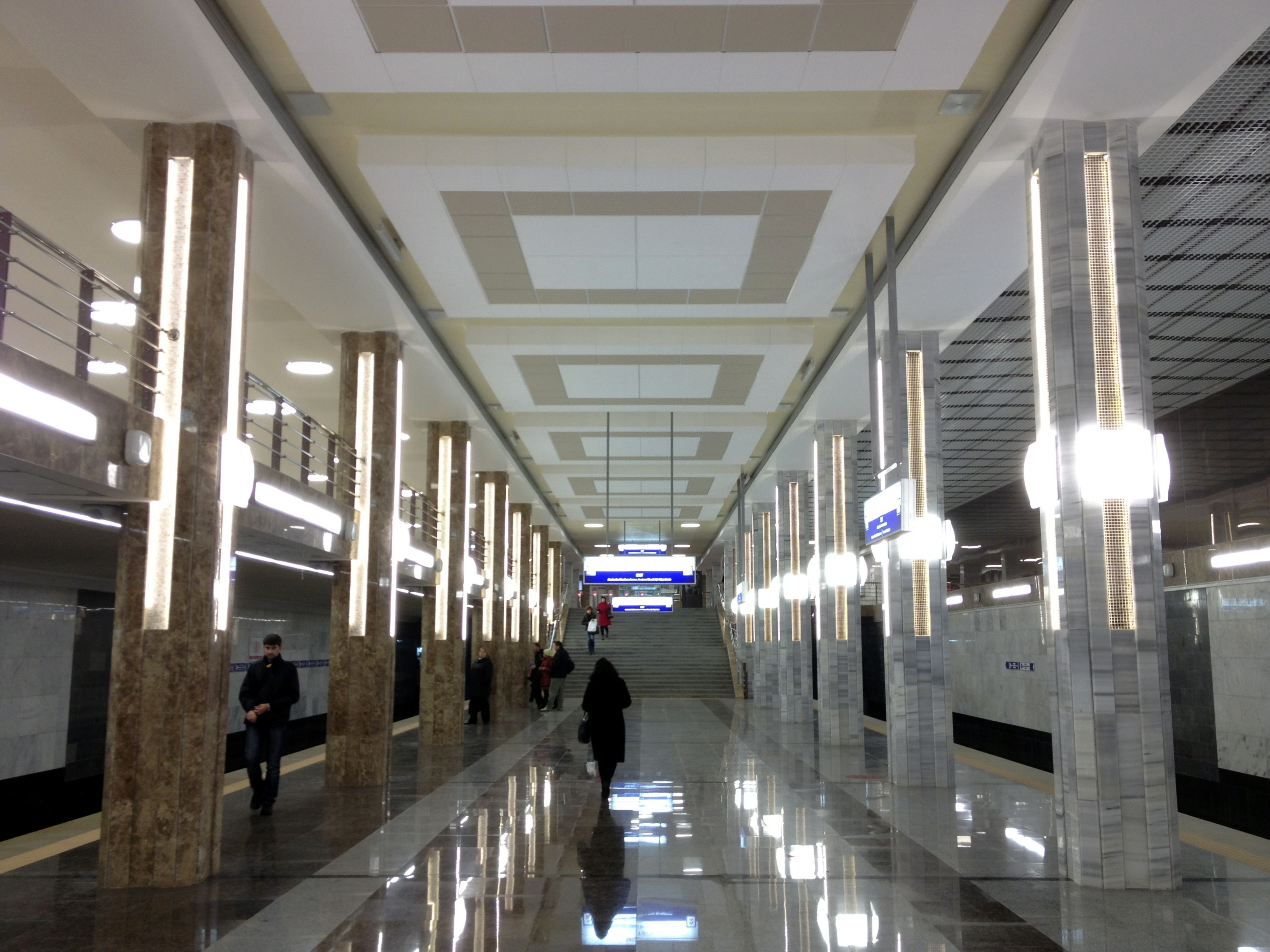
Станція метро «Іподром»
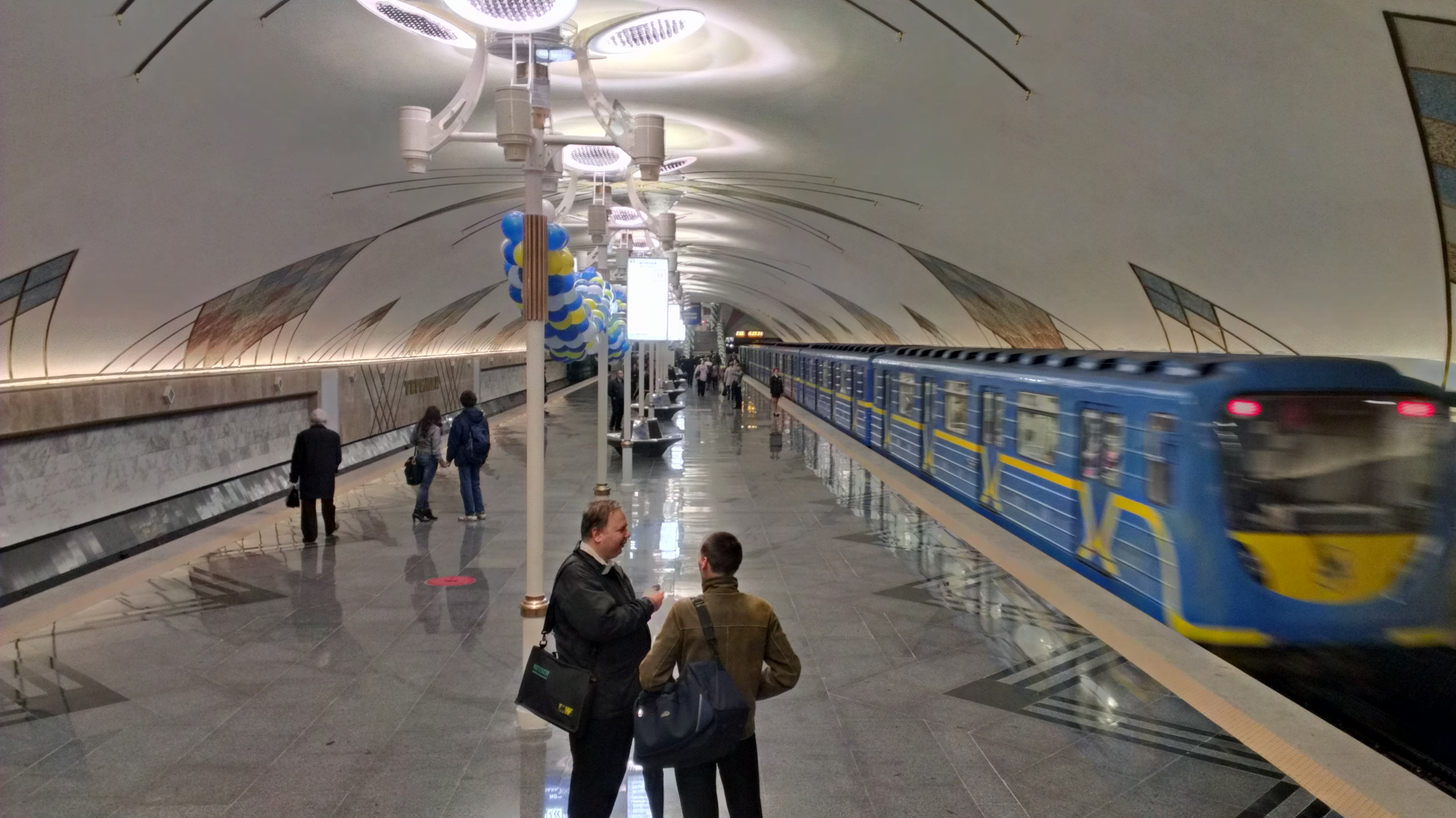
Станція метро «Теремки»
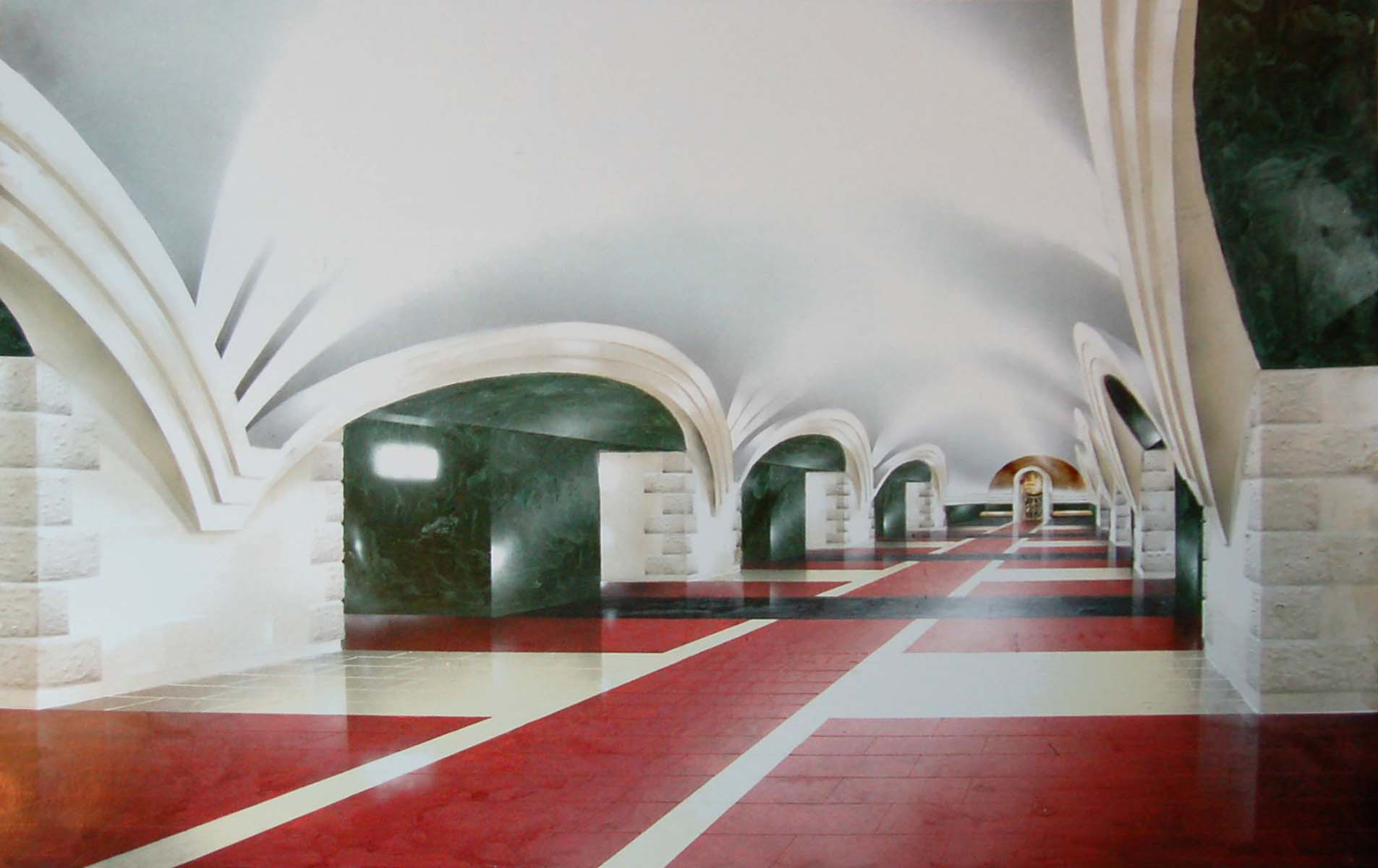
Станція метро «Львівська брама» (затверджений проєкт)